# 凝結芽孢桿菌
凝結芽孢桿菌（學名：Bacillus coagulans），又稱芽孢乳酸菌（Lactobacillus sporogene），是一種可以產生乳酸的革蘭氏陽性菌。此種細菌為桿菌，大小約為0.9*3-5微米，具有過氧化氫酶，營養型態為兼性厭氧，生長到靜止期時革蘭氏染色可能呈陰性，IMViC試驗的伏普（Voges Proskauer）與甲基紅（MR）結果均為陽性。

## 系統發生學
1915年，B.W.Hammer在愛荷華農業實業站分離了造成當地煉乳場生產淡奶發生凝乳現象的細菌，將其命名為凝結芽孢桿菌（Bacillus coagulans）。1932年Horowitz-Walssowa與Nowotelnow再次分離了這種菌，命名為芽孢乳酸菌Lactobacillus sporogene。這種細菌兼具乳桿菌屬與芽孢桿菌屬的特色，因此分類地位曾倍受爭議，1957年，第七版伯杰氏细菌鉴定手册依據生化特性將其歸入芽孢桿菌屬，但「芽孢乳酸菌」的名稱仍被廣泛使用。
雖然凝結芽孢桿菌可以產生乳酸，商品行銷時也常被稱為一種乳酸菌，但嚴格說起來它並不屬於乳酸菌，因為乳酸菌通常只包含乳桿菌屬、鏈球菌屬與雙岐桿菌屬的細菌，這些細菌都不會形成內孢子，不過凝結芽孢桿菌屬於芽孢桿菌屬，會形成內孢子。

## 生理學
多數益生菌在室溫下不穩定，經過冷凍、乾燥等加工過程後，製成藥品或食品添加物時多數細菌都已經失去活性，加上被食用後還會被消化道的胃酸與膽汁破壞，只有很小比例在抵達腸道時仍具有活性，但凝結芽孢桿菌是個例外，因為它能形成抗性很高的內孢子，不易在加工過程或消化道中被殺死，而可以順利抵達小腸後萌發、增殖。口服此菌後約4-6小時，此菌會於小腸萌發，且高達85%的攝取量都能順利抵達小腸。在小腸萌發後，凝結芽孢桿菌會分泌乳酸與短鏈脂肪酸，進而影響腸道菌叢的組成，還可以分泌細菌素、凝固素等毒素以抑制致命的細菌生長。凝結芽孢桿菌屬於暫駐菌，在腸道內停留的時間不長，約七天後其內孢子便會隨糞便排出體外。

## 臨床研究及應用
有研究結果顯示凝結芽孢桿菌對治療抗藥性細菌造成的腹瀉有幫助，也有助改善炎症性腸病的病情，可減少患者的排便次數。另外凝結芽孢桿菌還可能在腸道中與膽固醇結合，以及抑制合成膽固醇所需的羟甲基戊二酸单酰辅酶A还原酶，可能可以降低血液中的膽固醇含量。研究顯示凝結芽孢桿菌Unique IS-2菌株可以改善細菌性陰道炎。